# Il piccolo popolo decolla
Il piccolo popolo decolla (Wings) è un romanzo fantasy umoristico dello scrittore inglese Terry Pratchett, pubblicato nel 1990 ed è il terzo e conclusivo libro della trilogia "Il piccolo popolo dei grandi magazzini".
Il libro  è stato tradotto in spagnolo, giapponese, danese, ebraico, tedesco, sloveno, bulgaro, italiano e numerose altre lingue.

## Trama
Masklin, Angalo e Gurder (tre "niomi" dei romanzi precedenti) sono alla ricerca di un aeroplano. Da un articolo di giornale i tre hanno scoperto che Richard Arnold (ovvero il nipote Richard, 39, come riportato sul giornale), il nipote dei fratelli Arnold che avevano originariamente costruito l'Emporio, sta progettando di volare in Florida per il lancio di un nuovo satellite. La Cosa afferma che, se si potrà salire a bordo della navetta spaziale, sarà in grado di contattare l'astronave degli niomi, rimasta sulla Luna per migliaia di anni in attesa di istruzioni. I tre riescono a infilarsi a bordo del Concorde e ad arrivare in Florida, dove scopriranno che il mondo è ancora più vasto di quello che si aspettano.

## Edizioni in italiano
- Terry Pratchett, Il piccolo popolo decolla: il terzo libro dei niomi, romanzo, traduzione di Andrea di Gregorio, Firenze: Salani, 1993
- Terry Pratchett, Il piccolo popolo decolla: romanzo, traduzione di Andrea di Gregorio, Milano: TEA, 1995